# Peter Wilkinson (Leichtathlet)
Peter Alan Wilkinson (* 27. Juni 1933; † Februar 2014) war ein britischer Marathonläufer.
1958 wurde er in 2:24:12 h Vierter beim Polytechnic Marathon. Bei den British Empire and Commonwealth Games in Cardiff gewann er für England startend Bronze in 2:24:42 h, und bei den Leichtathletik-Europameisterschaften in Stockholm wurde er Vierter in 2:21:40 h.
1959 gewann er den Marathon von Doncaster nach Sheffield in 2:24:56 h, und 1960 stellte er bei diesem Lauf als Zweiter mit 2:19:54 h seine persönliche Bestzeit auf.
Im Jahr darauf verteidigte er seinen Titel in Sheffield und siegte beim Polytechnic Marathon sowie beim Enschede-Marathon. Beim Košice-Marathon wurde er Sechster und beim Fukuoka-Marathon Vierter.
1962 wurde er Fünfter bei der Englischen Meisterschaft und Achter bei den British Empire and Commonwealth Games in Perth. 